# ザ・アール
株式会社ザ・アールとは、主に人材派遣を手がける株式会社である。東京都千代田区に本社を構える。1982年2月設立。会長は奥谷禮子。

## 社名
ザ・アールの社名は、人材確保（Recruit）、再生（Renaissance）、再活性化（Revitalization）、そして現代のあらゆる面に革命（Revolution）を起こすという意味であり、これら の単語の頭文字「R」をとって出来たとしている。
ちなみに「THE R」の発音は、"R"が母音で始まるため正しくは「ジ・アール」だが、HP上には和製造語であるとの説明がなされている。

## 沿革
- 1982年2月 設立
- 1986年9月 大阪支店開設
- 1987年4月 広島支店開設
- 1990年8月 名古屋支店開設
- 2004年11月 第三者割当により資本金を1億5,500万円へ増資。
- 2005年11月 第三者割当により資本金を2億2,700万円へ増資。

株式会社ザ・アール 会社概要 に拠る。

## 財務状況
株式非公開企業であってIRなどでの株主構成、財務諸表、売上、経常利益、決算短信、決算内容などを公開しておらず詳細不明である。沿革に示されている第三者割当の増資者もザ・アールからは公開されていない。なお、2006年05月時点での株主は、過半を所有する筆頭大株主が奥谷で、第二位株主はオリックス、堤清二、カルチュア・コンビニエンス・クラブの3者が同比率である。また、2004年11月の第三者割当は日本エンタープライズによるものである。

## 取引先

### 日本エンタープライズとの関係
- ザ・アールがシステム開発を日本エンタープライズに発注したことがある[5]。
- 日本エンタープライズがザ・アールの第三者割当増資に応じている。
- ザ・アール社長の奥谷は、日本エンタープライズの社外取締役を2007年に退任。

### 日本郵政公社・日本郵政株式会社との関係
- ザ・アールは日本郵政公社から職員の「星認定試験」（格付け）や接客サービスの研修を一般競争入札により受託している。なお2003年4月からの約4年間で約7億円を受注している[6]。
- 日本郵政株式会社の社外取締役としてザ・アールの奥谷が就任していた[7]。
- 2007年5月22日の参議院厚生労働委員会で櫻井充議員は「奥谷が日本郵政の社外取締役でありながら日本郵政と巨額の取引を行っている」として奥谷の参考人招致を要求した[8]。

### ローソンとの関係
- ローソンの社外取締役としてザ・アールの奥谷が就任している[9][10]。
- ザ・アールは2006年まで、ローソンの教育研修プログラムの一部を受託していた[11]。

他に、2006年までローソン社外取締役に就任していた増田宗昭が経営する法人が、ザ・アールの株主でもあることが挙げられる。

### 楽天との関係
- ザ・アールは楽天と提携している[12]。
- 楽天野球団の経営諮問委員会委員としてザ・アールの奥谷が就任している[13][14]。